# 约瑟夫·海恩斯·穆尔
约瑟夫·海恩斯·穆尔（英語：Joseph Haines Moore，1878年9月7日—1949年3月15日）是一位美国天文学家。
1878年9月7日，穆尔出生在俄亥俄州威尔明顿，是贵格会成员约翰·海恩斯·穆尔和安妮·海恩斯的独生子。他就读于俄亥俄威尔明顿学院，并在1897年取得学士学位，此后，到约翰·霍普金斯大学攻读天文学，1903年获博士学位。
毕业后，他进入位于汉密尔顿山的利克天文台，担任威廉·华莱士·坎贝尔博士的助理。1909至1913年间，他主要负责设在智利的天文台南部分站。多年来他致力于测量恒星的径向速度，并在1928年发表了一本总目录，穆尔还特别着重对双星光谱的研究。1920年和1928年曾二次担任太平洋天文学会主席。
1936年，他出任利克天文台副台长，并在1942年升任为台长。他曾参加过五次远征观察日食，并组织了其中的二次。1944年始，由于天文台海拨高度的影响，他的健康状况逐惭出现问题，因而，在1948年他辞去了台长一职。在退休前，他曾在伯克利教书，1949年3月15日去世。在去世之前，他与F. J. 纽鲍尔博士发表了《双星光谱轨道要素第五目录》。
1907年他与费德里科·蔡斯(Fredrico Chase)结婚，生育了二个女儿。月球上的穆尔环形山就是以他的名字命名的。

## 备注
1. 1 2 3 4  Leonard, Frederick C. . Popular Astronomy: 372–375. Bibcode:1949PA.....57..372..
2. 1 2  Aitken, R. G. . Publications of the Astronomical Society of the Pacific. 1949, 61 (360): 125. Bibcode:1949PASP...61..125A. doi:10.1086/126145.
3. ↑  Blue, Jennifer. . USGS. July 25, 2007  [2007-08-05]. （原始内容存档于2019-12-13）.